# Takeita (département)
Takeita est un département de la région de Zinder au Niger.

## Géographie
Le département s'étend au centre-ouest de la région de Zinder, sur une superficie de 3 374 km2.
| Tessaoua | Tanout  |                  |
| Tessaoua | Takeita | Damagaram Takaya |
| Mirriah  | Zinder  | Mirriah          |

## Histoire
Le poste administratif de Takeita instauré en 1988, est séparé en 2011 du département de Mirriah et élevé au statut départemental.

## Population
Selon le recensement général de la population et de l'habitat de 2012, le département compte 246 818 habitants. De 2001 à 2012, la population a augmenté en moyenne de 4,2 % par an (pour un accroissement national moyen de : 3,9 %). 

## Administration
Le département couvre trois communes rurales : 
- Dakoussa
- Garagoumsa
- Tirmini